# Ronaldo Schlichting
Ronaldo Schlichting é um empresário brasileiro e pesquisador de assuntos das áreas aeroespacial e de segurança nacional. Tem se mostrado um crítico da Agência Espacial Brasileira e da FAB (Força Aérea Brasileira). Ronaldo Schlichting denunciou um possível atentado ao Centro de Lançamento de Alcântara, que fez 21 vítimas fatais e frustou os planos do Brasil se tornar independente na inserção de seus próprios satélites em órbita. O empresário criticou também a falta de uma política para os minerais estratégicos no país, sobretudo o nióbio, o qual o país possui 98% das jazidas do planeta. Segundo Ronaldo Schlichting, a viagem orbital até a ISS (Estação Espacial Internacional) realizada pelo astronauta Marcos Pontes (FAB/AEB), não trouxe benefício algum ao Brasil, além de desviar significativas verbas do Programa Espacial Brasileiro, a chamada Missão Espacial Completa Brasileira – MECB, que desenvolve os Veículos Lançadores de Satélites (VLS).